# Krautinsel
Krautinsel, în traducere Insula ierbii, este cea mai mică dintre cele trei insule de pe lacul Chiemsee, având o suprafață de numai 3,5 ha (în afară de mica insulă artificială Schalch aflată la vest de Frauenchiemsee). Din punct de vedere admiistrativ, ea face parte din comuna Chiemsee din Districtul Rosenheim.

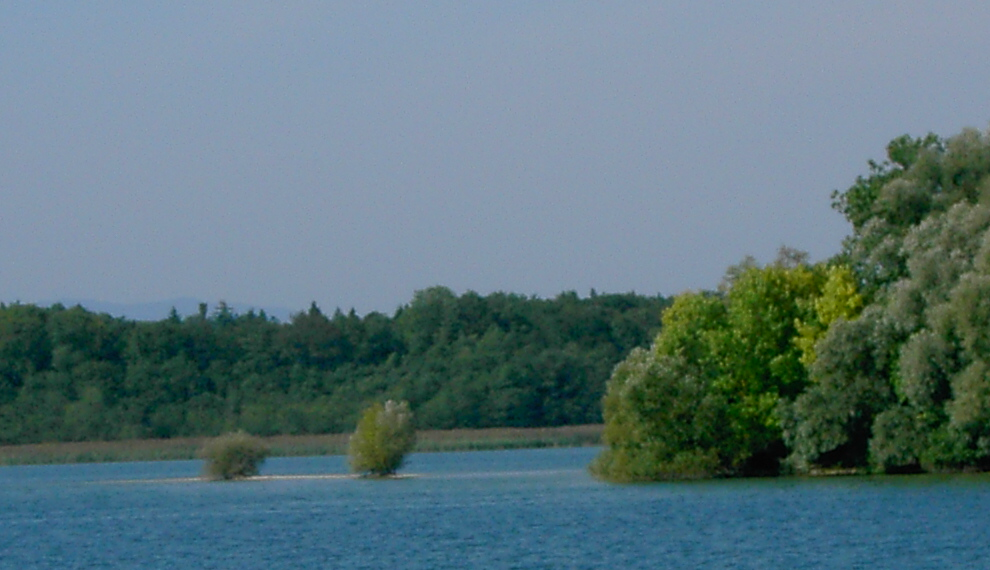
Latura sudică

Două insule mici, fără nume, aflate la 54 și respectiv 80 de metri sud de Krautinsel formează marginea de sud a insulei. Acestea sunt legate printr-un banc de pietriș. Ele au fiecare o suprafață de câțiva metri pătrați și de abia au loc pentru un copac sau arbust. Aceste ostroave nu aparțin ca și Krautinsel comunei Chiemsee, ci sunt ca și lacul teritorii libere din districtul Traunstein.

## Utilizare
Spre deosebire de insula vecină Frauenchiemsee, Krautinsel este nelocuită. Ea este folosită vara ca loc de pășunat pentru vitele fermierilor locali din împrejurimile lacului Chiemsee. La sosirea toamnei, vitele sunt transportate cu vaporul înapoi pe continent. În Evul Mediu, maicile de la mănăstirea benedictină Frauenwörth (Frauenchiemsee) cultivau pe Krautinsel legume și ierburi, de la care este derivat numele acestei insule.

## Imagini

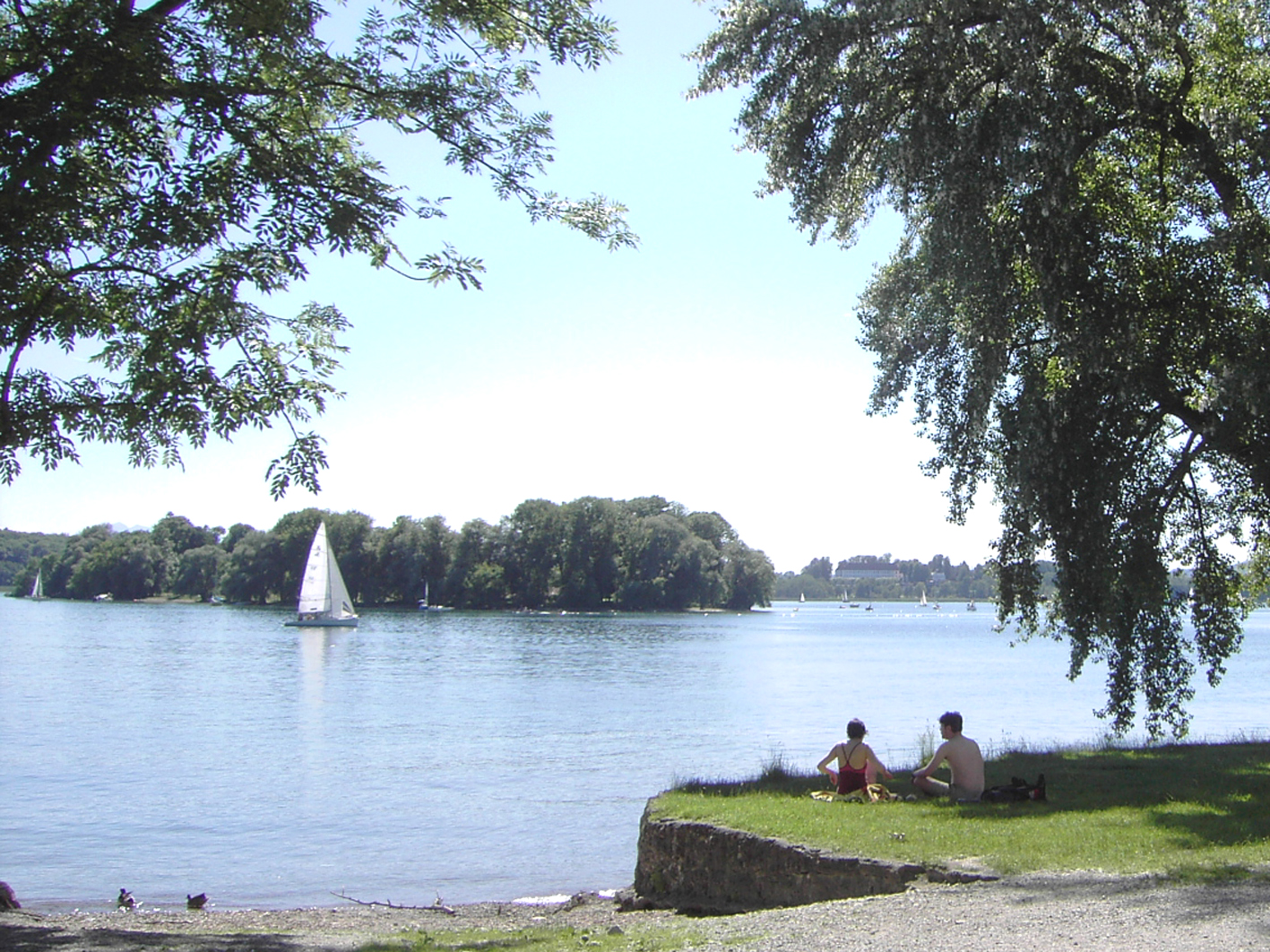
Krautinsel
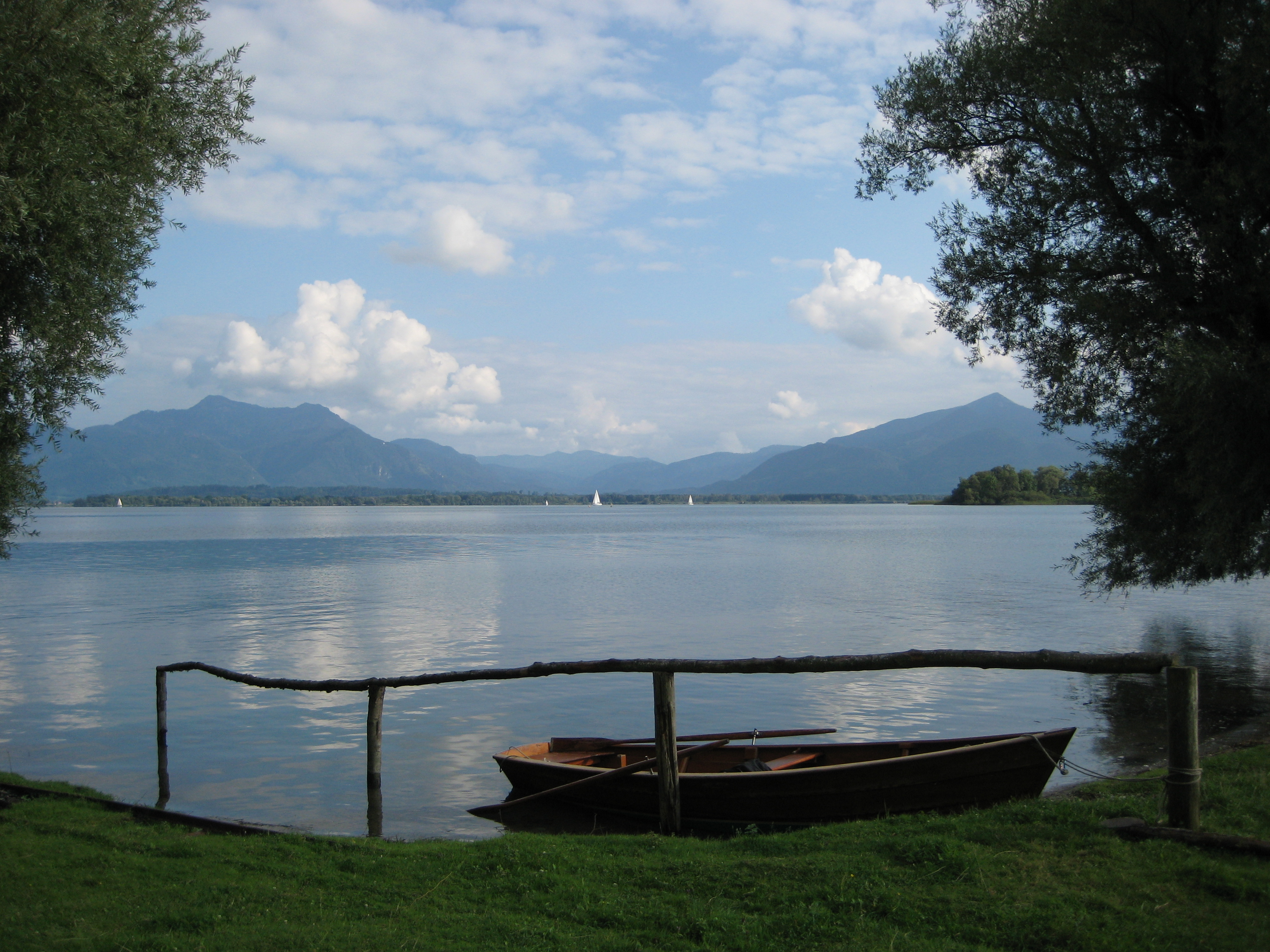
Vedere a Alpilor de pe Krautinsel